# Jingxingkuang
Jingxingkuang (chinesisch 井陉矿区, Pinyin Jǐngxíng Kuàng Qū) ist ein chinesischer Stadtbezirk der bezirksfreien Stadt Shijiazhuang der Provinz Hebei. Er hat eine Fläche von 70,88 km² und zählt 95.170 Einwohner (Stand: Zensus 2010).

## Administrative Gliederung
Auf Gemeindeebene setzt sich der Stadtbezirk aus zwei Straßenvierteln, zwei Großgemeinden und einer Gemeinde zusammen. Diese sind:
- Straßenviertel Kuangshi 矿市街道
- Straßenviertel Siwei 四微街道
- Großgemeinde Jiazhuang 贾庄镇
- Großgemeinde Fengshan 凤山镇
- Gemeinde Hengjian 横涧乡